# Новый (Тихвинский район)
Новый — посёлок в Горском сельском поселении Тихвинского района Ленинградской области.

## История
По данным 1966 года посёлок Новый входил в состав Городского сельсовета.
По данным 1973 года посёлок назывался Новый Лесной и также входил в состав Городского сельсовета.
По данным 1990 года посёлок назывался Новый и входил в состав Горского сельсовета.
В 1997 году в посёлке Новый Горской волости проживали 24 человека, в 2002 году — 20 человек (русские — 95 %).
В 2007 году в посёлке Новый Горского СП проживали 19 человек, в 2010 году — 12.

## География
Посёлок расположен в западной части района на автодороге 41К-901 (Павшино — Новый).
Расстояние до административного центра поселения — 18 км.
Расстояние до ближайшей железнодорожной станции Тихвин — 40 км.
Посёлок находится на правом берегу реки Паша.

## Демография
| 1997 | 2002 | 2007 | 2010 | 2017 |
| ---- | ---- | ---- | ---- | ---- |
| 24   | ↘20  | ↘19  | ↘12  | ↗26  |

### Национальный состав
Согласно данным Всероссийской переписи населения 2021 года в посёлке проживали 20 человек, из них:
 русские — 19, один человек национальность не указал.

## Улицы
Лесная, Солнечная.